# Tmara vas
Tmara vas (nemško Emmersdorf) je naselje v Občini Rožek v Okraju Beljak-dežela na Koroškem v Avstriji.